# София Баварска
Вижте пояснителната страница за други личности с името София Баварска.
Принцеса София Федерика Баварска (на немски: Princess Sophie of Bavaria), родена София Федерика Доротея Вилхелмина Баварска (на немски: Sophie Friederike Dorothea Wilhelmine von Bayern, 27 януари 1805, дворец Нимфенбург, Мюнхен, Кралство Бавария – 28 май 1872, Виена, Австро-Унгария), е баварска принцеса и чрез брак австрийска ерцхерцогиня – майка на австро-унгарския император Франц Йосиф и на мексиканския император Максимилиан I. Изключително амбициозна жена, тя притежава главна заслуга за възцаряването на най-големия ѝ син на австрийския престол и дълги годни диктува правилата в двора на Хабсбургите.

## Произход
София е дъщеря на баварския крал Максимилиан I Йозеф Баварски (1756 – 1825) и на втората му съпруга Каролина Баденска (1776 – 1841). Има един брат и пет сестри:
- Максимилиан Йозеф Карл Фредерик (1800 – 1803)
- Елизабет Лудовика (1801 – 1873), кралица на Прусия
- Амалия Августа (1801 – 1877), кралица на Саксония, близначка на предходната
- Мария Анна Леополдина (1805 – 1877), кралица на Саксония, близначка на София
- Мария Лудовика Вилхелмина (1808 – 1892), майка на императрица Елизабет Баварска (Сиси)
- Максимилиана Жозефина Каролина (1810 – 1821)

Има и двама полубратя (сред които Лудвиг I, крал на Бавария) и три полусестри (сред които Каролина Шарлота Августа, императрица на Австрия) от първия брак на баща си.

## Биография
София е родена на 25 януари 1805 г. в Мюнхен като принцеса София Фредерика Доротея Вилхелмина Баварска. Говори се, че е любимата дъщеря на баща си, въпреки че е по-привързана към майка си, която обича силно. Обожава близначката си Мария Анна и е много близка с всичките си сестри.
На 4 ноември 1824 г. се омъжва за ерцхерцог Франц Карл Австрийски, син на австрийския император Франц II и брат на император Фердинанд I. Нейната полусестра по бащина линия Каролина Августа Баварска е съпруга на овдовелия баща на младоженеца Франц II от 1816 г. Император Франц II наистина харесва София.
Въпреки че тя няма много общо със съпруга си, е грижовна и предана съпруга на Франц Карл, който я обича и уважава. Ражда му шест деца. За разлика от него е привързана към всичките си деца, особено към Франц Йосиф, както и към Фердинанд Максимилиан, който е нейният любим син. Тя има репутацията на волева и авторитарна по природа жена, но също така е известна като общителна личност, отдадена на семейството си и на Хабсбургската империя. Харесва дворцовия живот, танците, изкуството и литературата, конната езда.
Нейната амбиция да постави най-големия си син на австрийския престол е постоянна тема в австрийската политика. По онова време е наричана „единственият мъж в двора“. По време на Австрийската революция от 1848 г. убеждава своя слабохарактерен съпруг да се откаже от правата си върху трона в полза на сина им Франц Йосиф. След възкачването на Франц Йосиф София става движещата сила на управлението.
В исторически план е запомнена с враждебното си отношение към снаха си Елизабет Баварска (Сиси), която е и нейна племенница – дъщеря на сестра ѝ Мария Лудовика. Елизабет пък мрази София заради взискателността ѝ и заради факта, че отнема децата ѝ, за да ги възпита, но няма доказателства, че София е хранила същите чувства към Сиси, тъй като обикновено я описва доста позитивно в дневника и писмата си. Въпреки това София има по-добри отношения с другите си снахи и е грижовна свекърва на ерцхерцогиня Мария Анунциата.
Тя също така е известна с близките си отношения с Наполеон II, който живее в австрийския двор като херцог на Райхщад. Има слухове за връзка помежду им, Има дори подозрение, че синът ѝ Максимилиан, роден две седмици преди смъртта на Райхщат през 1832 г., всъщност е негово дете. Тези твърдения никога не са потвърдени, но е сигурно, че София и Наполеон са били много добри приятели и че смъртта му я е засегнала много. Твърди се, че след смъртта му тя става твърдата и амбициозна жена, описана в белетристиката и филмите.
През по-голямата част от живота си си води подробен дневник, който разкрива много за живота на австрийския двор. Тя е дълбоко засегната през 1867 г. от екзекуцията в Мексико на втория ѝ син Максимилиан. Така и не се възстановява от този шок и се оттегля от обществения живот. Умира от пневмония през 1872 г. на 67-годишна възраст.

## Брак и потомство
∞ 4 ноември 1824 г. за ерцхерцог Франц Карл Австрийски, син на австрийския император Франц II и Мария-Тереза Бурбон-Неаполитанска, от когото има четири сина и една дъщеря:
- Франц Йосиф Карл Хабсбург-Лотарингски (18 август 1830, Дворец „Шьонбрун", Виена – 21 ноември 1916, пак там), император на Австрия, крал на Унгария, ∞ 24 април 1854 във Виена за принцеса Елизабет Баварска (Сиси), от която има един син и три дъщери
- Фердинанд Максимилиан Йосиф Хабсбург-Лотарингски (6 юли 1832, Дворец „Шьонбрун", Виена – 19 юни 1867, Сантяго де Керетаро, екзекутиран), като Максимилиан I император на Мексико, ∞ 27 юли 1857 в Кралския дворец в Брюксел за Шарлота Белгийска, от която няма деца
- Карл Лудвиг Йосиф Мария Хабсбург-Лотарингски (30 юли 1833, Дворец „Шьонбрун", Виена – 19 май 1896, Виена), ерцхерцог от Австрия, ∞ 1. 1856 за принцеса Маргарита Саксонска (1840 – 1858), дъщеря на саксонския крал Йохан, от която няма деца 2. 1862 за принцеса Мария-Анунциата Бурбон-Сицилианска (1843 – 1871), дъщеря на краля на Двете Сицилии Фердинанд II Карл, от която има трима сина (сред които Франц Фердинанд) и една дъщеря 3. 1873 за португалската инфанта Мария-Тереза де Браганса (1855 – 1944), дъщеря на португалския крал Мигел I, от която има две дъщери.
- Мария Анна Каролина Хабсбург-Лотарингска (27 октомври 1835, Виена – 5 февруари 1840, пак там)
- Лудвиг Виктор Хабсбург-Лотарингски (15 май 1842, дворец „Хофбург“, Виена – 18 януари 1919, замък Клайсхам, Валс Сизенхайм), неомъжен и бездетен

- ерцхерцог Франц Карл, съпруг
- император Максимилиан I, син
- ерцхерцог Карл Лудвиг, син
- ерцхерцог Мария Анна, дъщеря
- ерцхерцог Лудвиг Виктор, син

## Памет
- Трилогия романтични филми за живота на Сиси, режисирани от Ернст Маришка, с участието на Роми Шнайдер като Сиси и Вилма Дегишер като София: Sissi (1955), Sissi – Die Junge Kaiserin (1956) („Сиси – младата императрица“) и Sissi – Schicksalsjahre Einer Kaiserin (1957) („Сиси – съдбовните години на една императрица“). Forever My Love („Завинаги моя любов“) е съкратена версия, като трите филма са монтирани в един пълнометражен филм, дублиран на английски език. София е представена като смразяващо строгата свекърва на младата императрица. Стереотипът за София като злодейка изглежда се разпространява от тези филми.
- Британски телевизионен минисериал от 1974 г. Fall of Eagles („Падането на орлите“), в ролята: Памела Браун.
- Mayerling („Майерлинг“), балет от 1978 г. на Кенет Макмилан, който представя София в малко по-симпатична светлина.
- Мюзикъл Elisabeth („Елизабет“) от 1992 г. на Майкъл Кунце за живота на императрица Елизабет, където София е представена като злонамерена интригантка, който се стреми да съсипе живота на снаха си с всички възможни средства, въпреки че по-нови продукции донякъде смекчават нейния характер с допълнителни сцени и песен, които дават повече представа за сложните мотивации и личността на София.
- Френски телевизионен филм от 2004 г. Sissi, l'impératrice rebelle („Сиси – иператрицата бунтарка“), в ролята: Стефан Одран.
- Sisi („Сиси“), минисериал от две части, премиерно по европейската телевизия през 2009 г., в немско, австрийско и италианско партньорство, в ролята; Мартина Гедек. София е изобразена по-балансирано.
- Минисериал на Нетфликс от 2022 г. Die Kaiserin („Императрицата“), в ролята: от Мелика Форутан.